# Algarrobito
Algarrobito es una localidad perteneciente a la Región de Coquimbo, se ubica a 11 km de la Conurbación La Serena-Coquimbo y cuenta con una población de 2358habitantes según el censo chileno de 2017, se ubica en la ribera del Río Elqui al igual que sus localidades vecinas: Monardez, Casa Verde y Altovalsol. Se conecta con la ciudad de La Serena a través de la Ruta 41.
Fue cabecera de la antigua comuna de El Algarrobito.